# Galina Nikolajewna Tjurina
Galina Nikolajewna Tjurina (russisch Галина Николаевна Тюрина, englische Transkription Tyurina; * 19. Juli 1938; † 21. Juli 1970) war eine russische Mathematikerin, die sich mit Algebraischer Geometrie befasste.
Tjurina studierte bei Igor Schafarewitsch an der Lomonossow-Universität mit dem Abschluss 1960 und der Promotion bei Schafarewitsch 1963. Sie befasste sich mit Algebraischer Geometrie (K3-Flächen) und Singularitätentheorie und veröffentlichte grundlegende Arbeiten über die Starrheit komplexer Strukturen Ende der 1960er Jahre. Mitte der 1960er Jahre war sie wie ihr Bruder am mathematischen Seminar von Schafarewitsch über Algebraische Flächen beteiligt, das 1965 als Buch erschien (sie war Ko-Autorin). Sie ertrank auf einem Kanuausflug mit einigen Freunden im Ural im Juli 1970, als sie (die geschickteste Kanutin der Gruppe) alleine einige Wildwasser durchfuhr.
Tjurina war die Schwester des Mathematikers Andrei Nikolajewitsch Tjurin.